# Национална републиканска асоциация - Червена партия
Националната републиканска асоциация – Червена партия (на испански: Asociación Nacional Republicana – Partido Colorado) е дясноцентристка консервативна политическа партия в Парагвай.
Основана през 1887 година, партията е управляваща по време на авторитарния режим от 1947 до 1989 година. След либерализирането на режима Червената партия продължава да играе водеща роля в страната, като за пръв път губи президентските избори през 2008 година. През 2013 година нейният кандидат Орасио Картес става президент, а партията печели мнозинство в долната камара на парламента.